# Hemerobius aphidioides
Hemerobius aphidioides är en insektsart som beskrevs av Franz Paula von Schrank 1781. Hemerobius aphidioides ingår i släktet Hemerobius och familjen florsländor. Inga underarter finns listade i Catalogue of Life.